# Sidney Bechet

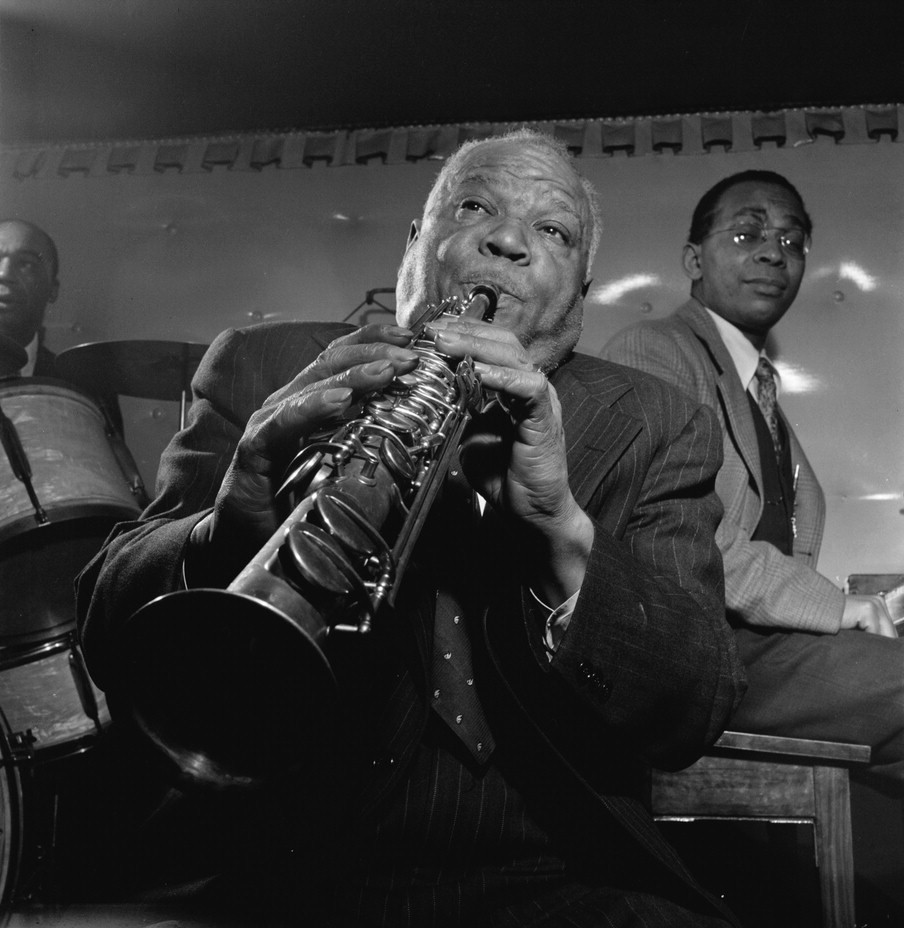
Sidney Bechet, Freddie Moore und Lloyd Phillips im Jimmy Ryan’s (Club), New York, ca. Juni 1947, Foto: William P. Gottlieb

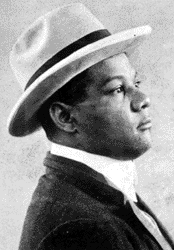
Sidney Bechet

Sidney Bechet ['sɪdni 'beʃeɪ] (* 14. Mai 1897 in New Orleans; † 14. Mai 1959 in Garches bei Paris) war ein US-amerikanischer kreolischer Sopransaxophonist und Klarinettist. Bechet war neben Jelly Roll Morton und Louis Armstrong einer der wichtigen Solisten des frühen Jazz. Als Jazzmusiker aus New Orleans wurde er vor allem in Frankreich populär, wo er sich weniger dem Rassismus ausgesetzt sah als in den Vereinigten Staaten.

## Leben
Sidney Bechet war der Sohn eines musikliebenden Schusters. Er brachte sich das Klarinettenspielen mit 6 Jahren auf dem Instrument seines älteren Bruders Leonard (später Zahnarzt und Posaunist) bei. Er nahm auch im Tausch gegen Tabak Lektionen bei den Klarinettisten Lorenzo Tio und George Bacquet, den „Stammvätern“ des New Orleans-Klarinettenspiels, die ihm jedoch laut eigener Aussage nur wenig nützten; er konnte nie richtig Noten lesen. Stattdessen lernte er durch Zuhören und Beobachten die verschiedensten Instrumente, 1911 beispielsweise bei seinem Vorbild, dem Kornettisten Freddie Keppard.
Um 1908 bildeten die drei Brüder Sidney, Leonard und Joseph Bechet den Kern der Silver Bell Band mit Sidney an der Klarinette. Um 1911 spielte Sidney mit Bunk Johnson im Eagle Orchestra, das einmal die Band Buddy Boldens gewesen war. Johnson machte Bechet mit dem jungen Louis Armstrong bekannt, der sich Johnson angeschlossen hatte. Nach seiner Erinnerung heuerte Bechet 1913 Armstrong für ein Reklame-Engagement an. Allerdings verbrachte der 1901 geborene Armstrong das Jahr 1913 und einen Teil des Jahres 1914 in einem Waisenhaus.
1914 spielte Bechet mit Clarence Williams auf einer Tour durch Warenhäuser in Texas, 1916 mit King Oliver und 1917 in Chicago, u. a. mit Lawrence Duhé. Schon 1919 war er in New York und machte eine Europatour mit dem Southern Syncopated Orchestra von Will Marion Cook. In London legte er sich sein erstes Sopransaxophon zu (das zu spielen er später dem Clown Grock beibrachte) und gab eine Galavorstellung im Buckingham Palace. Dann tourte er mit Louis Mitchell. 1920 spielte er in Paris im Apollo in Montmartre und ging dann nach London, wo er wegen einer harmlosen Frauengeschichte, die ihm aber eine Anklage wegen Belästigung (assault charge) eintrug, ausgewiesen wurde. Von 1921 bis 1922 tourte er durch die USA und schloss Freundschaft mit Bessie Smith. Von 1923 bis 1925 war er meist in New York. Erste Schallplatten-Aufnahmen machte er 1923 mit Clarence Williams’ Blue Five, in dieser Besetzung zeitweilig auch gemeinsam mit Louis Armstrong. Er begleitete Bluessängerinnen, spielte im Vaudeville (wo „hot specialities“ gefragt waren) und spielte 1924 in Duke Ellingtons Orchester.
Auf einer erneuten Europatournee 1925 trat Bechet im Orchester der Revue nègre auf, mit der Josephine Baker ihren Durchbruch erlebte – sie demonstrierte erstmals in Europa den Charleston im Pariser Théâtre des Champs-Élysées. Sie tourten weiter durch Belgien, wo Josephine Baker die Revue zugunsten der Folies Bergère verließ, dann durch Russland, wo Bechet in Moskau Freundschaft mit Tommy Ladnier schloss, und schließlich durch Deutschland, wo er in Berlin im Haus Vaterland am Potsdamer Platz spielte. 1928 war er in Paris, bekam aber schon nach elf Monaten Ärger, als bei einem Streit unter Musikern versehentlich eine Französin durch einen Streifschuss verletzt wurde. Zu fünfzehn Monaten Gefängnis verurteilt, wovon er elf Monate verbüßte, wurde er danach des Landes verwiesen und begab sich zunächst nach Berlin. 1930 war er im deutschen Film Einbrecher (mit Lilian Harvey und Willy Fritsch) zu hören, aber kaum zu sehen. Dann wurde er von Noble Sissle in die USA verpflichtet.
1932 spielte Bechet mit seinen eigenen New Orleans Feetwarmers im Savoy Ballroom in New York. Dabei entstanden hervorragende Aufnahmen mit Ladnier, mit dem er während der Depression 1933/34 vorübergehend einen Schneiderladen unterhielt. 1934 bis 1938 spielte er wieder bei Sissle, mit dem er ebenfalls Aufnahmen machte. 1937 sah er neue Chancen im einsetzenden New Orleans Revival und spielte 1938 mit eigenen Kapellen im Nick's. 1938 hatte er einen Hit mit George Gershwins Summertime, machte für Hugues Panassié (Panassie Sessions mit Ladnier und Mezz Mezzrow) und ab 1939 für Blue Note Aufnahmen, die, von Widerstandssendern im Zweiten Weltkrieg verbreitet, viel zu seiner Beliebtheit in Frankreich beitrugen. Zwischen 1938 und 1942 nahm er viel für das RCA-Sublabel Bluebird auf (Bluebird Sessions mit Ladnier u. a.). 1939 spielte er mit Jelly Roll Mortons New Orleans Jazzmen, mit Ladnier und mit dem Quintett von Meade Lux Lewis, 1940 mit Armstrong und mit Earl Hines. 1941 machte er Soloaufnahmen, spielte mit Vic Dickenson (wie auch 1943), mit Henry Red Allen und im Trio mit Willie The Lion Smith.
Dank sprudelnder Tantiemen wurde Bechet bald Hausbesitzer in Brooklyn. 1946/7 machte er Aufnahmen für Mezzrows Label King Jazz. In den 1940er Jahren war er regelmäßig mit dem Gitarristen Eddie Condon in New York City zu hören, wo er an mehreren von dessen Town Hall Concerts teilnahm. 1945 versuchte er eine Band mit dem New-Orleans-Veteranen Bunk Johnson auf die Beine zu stellen, was aber an dessen Alkoholproblemen scheiterte. Bechet wollte eine Musikschule gründen, hatte aber nur einen Schüler (Bob Wilber).
Als er nach dem Festival International 1949 de Jazz zu seiner eigenen Überraschung eine große Resonanz in Paris fand, blieb er dort. Zunächst arbeitete er mit Musikern um Christian Azzi. Seine Platten wurden in Frankreich so erfolgreich, dass er 1950 bereits seine millionste Platte verkaufen konnte. Außerdem spielten Rassenvorurteile in Paris eine weniger wichtige Rolle. Die existenzialistische Jugend in Frankreich verehrte Sidney Bechet als „Le Dieu“ („den Gott“). Sein vibratoreiches Saxophonspiel und seine Kompositionen Petite fleur (Kleine Blume) und Dans les rues d’Antibes machten Sidney Bechet einem breiten Publikum bekannt.

Sidney Bechet (1954)

Schließlich formierte Bechet um sich die Sidney Bechet All Stars mit Guy Longnon (Trompete), Jean-Louis Durand (Posaune), Charlie Lewis (Piano), Alf „Totole“ Masselier (Bass), Armand Molinetti (Schlagzeug) und James Campbell (Gesang); er selbst spielte Sopransaxophon oder Klarinette, beides in seltener Perfektion. In dieser Formation wurden in Paris am 21. Januar 1952 (Vogue #520121) elf Titel eingespielt, darunter auch seine Eigenkomposition Petite fleur. Sie wurde 1959 ein weltweiter Hit mit bis 1961 über 10 Millionen verkauften Exemplaren. Er spielte mit den jungen traditionalistischen Jazzbands von Claude Luter (z. B. im Olympia 1954) und André Réwéliotty und Amerikanern in Paris wie Lil Hardin Armstrong und Zutty Singleton. 1953 hatte seine Ballettmusik La Nuit est une Sorcière (The Night Is a Witch) Premiere, die 1955 auch in Brüssel aufgeführt wurde. Er wirkte auch in französischen Filmen der Serie Noire mit. Sein letzter Auftritt war 1958 auf der Weltausstellung in Brüssel. Er starb 1959 an seinem 62. Geburtstag an Lungenkrebs in einer Pariser Klinik. Tausende gaben ihm sein letztes Geleit. Er liegt in Garches, einer Gemeinde im Großraum von Paris, begraben. Im französischen Kurort Juan-les-Pins, wo er zuletzt häufig gespielt hatte, ist eine Büste von ihm zu sehen.
Sidney Bechet war einer der technisch versiertesten Musiker der Ära des New Orleans Jazz. Als Klarinettist und Saxophonist wurde er Vorbild für viele andere Jazzmusiker, zum Beispiel Johnny Hodges (den Bechet um 1924 engagierte und unterrichtete), Buster Bailey und Jimmie Noone (den Bechet in New Orleans als Teen unterrichtete, obwohl dieser 2 Jahre älter war). Das Sopransaxophon ist heute noch stark mit seinem Namen verbunden. Berühmte Aufnahmen von Bechet sind neben Petite fleur die erste Aufnahme von Summertime (George Gershwin) für Blue Note (1938) und Weary Blues mit Mezz Mezzrow und Cousin Joe.
Am 18. August 1951 heiratete Bechet in Antibes in dritter Ehe seine alte Liebe, Elisabeth Ziegler (1910–1985) aus Frankfurt am Main, die er im Sommer 1927 bei einem Gastspiel in ihrer Heimatstadt kennengelernt hatte.  Die Mistinguett war Trauzeugin. Er hatte einen Sohn Daniel (* 1954) mit Jacqueline Peraldi.

## Sonstiges
Seine Diskographie ist voller Kuriosa, z. B. Les oignons 1953 mit überraschenden Pausen. Lange vor dem Aufkommen des Latin Jazz verwendete er Rumbas und Merengues. 1941 unternahm er ein frühes Experiment in Overdubbing für RCA, als er auf einer Aufnahme von Sheik of Araby alle sechs Instrumente selber spielt (Klarinette, Sopransaxophon, Tenorsaxophon, Piano, Bass und Schlagzeug), 1965 von RCA Victor auf Bechet of New Orleans neu herausgebracht.
In Frankreich machte er viele Aufnahmen für das Vogue Label von Charles Delaunay, dessen Liner Notes eine wichtige Quelle sind.
Sein Lied Si tu vois ma mère, ist im Film Midnight in Paris von Woody Allen zu hören.
Den ihm gewidmeten Jazzpreis Prix Sidney Bechet verlieh die Académie du Jazz jährlich zwischen 1969 und 2002 einem französischen Musiker des traditionellen Jazz.

## Diskografie (Auswahl)
- Port of Harlem Jazzmen, 1939
- Jazz Nocturne Vol. 5, 1945
- Jazz Nocturne Vol. 6, 1945
- Jazz Nocturne Vol. 10, 1945
- Jazz Nocturne Vol. 11, 1945
- Jazz Nocturne Vol. 12, 1945
- Giants of Jazz, 1949
- Sidney Bechet’s Blue Note Jazzmen, 1950
- Immortal Performances, 1952
- New Orleans Style, Old and New, 1952
- Olympia concert, Paris (live), 1954
- Back to Memphis, 1956
- Creole Reeds, 1956
- Grand Master of the Soprano Sax and Clarinet, 1956
- When a Soprano Needs a Piano, 1957
- Sidney Bechet/Martial Solal, 1957
- Parisian Encounter, 1958
- Brussels Fair ’58 (live), 1958
- The Fabulous Sidney Bechet, 1958

## Sammlungen
- Sidney Bechet – The Bluebird Sessions (1932–1943) – 4 CDs mit Tommy Ladnier, Teddy Nixon tb, Hank Duncan, Wilson Myers b, Mezz Mezzrow, Cliff Jackson, Teddy Bunn, Elmer James b, Manzie Johnson, Sidney de Paris, Claude Jones, Albert Nicholas, Happy Caudwell ts, Jelly Roll Morton, Lawrence Lucie, Wellman Braud, Zutty Singleton, Sonny White, Kenny Clarke, Sandy Williams, Bernard Addison, Sidney Catlett, Henry "Hot Lips" Levine tp, Earl Hines, Baby Dodds, Rex Stewart, John Lindsay, Herb Jeffries, Henry Red Allen, J. C. Higginbotham, James Tolliver p, J. C. Heard, Gus Aiken, Lem Johnson, Charlie Shavers, Willie The Lion Smith, Everett Barksdale, Henry Clay Goodwin, Vic Dickenson, Don Donaldson p, Wilbur Kirk dm

- The Complete Blue Note Recordings of Sidney Bechet (1939–1953) – (Mosaic – 1985) – 6 LPs mit Frankie Newton, J. C. Higginbotham, Meade Lux Lewis, Teddy Bunn, Johnny Williams, Sid Catlett, Josh White, Pops Foster, Sidney De Paris, Vic Dickenson, Art Hodes, Manzie Johnson, Max Kaminsky, George Lugg tb, Fred Moore, Bunk Johnson, Sandy Williams, Cliff Jackson, Wild Bill Davison, Albert Nicholas, Danny Alvin, Bob Diehl tb, Walter Page, Slick Jones, Jimmy Archey, Joe Sullivan, Don Kirkpatrick, Jonah Jones, Buddy Weed p, Johnny Blowers dm